# Örby kvarn

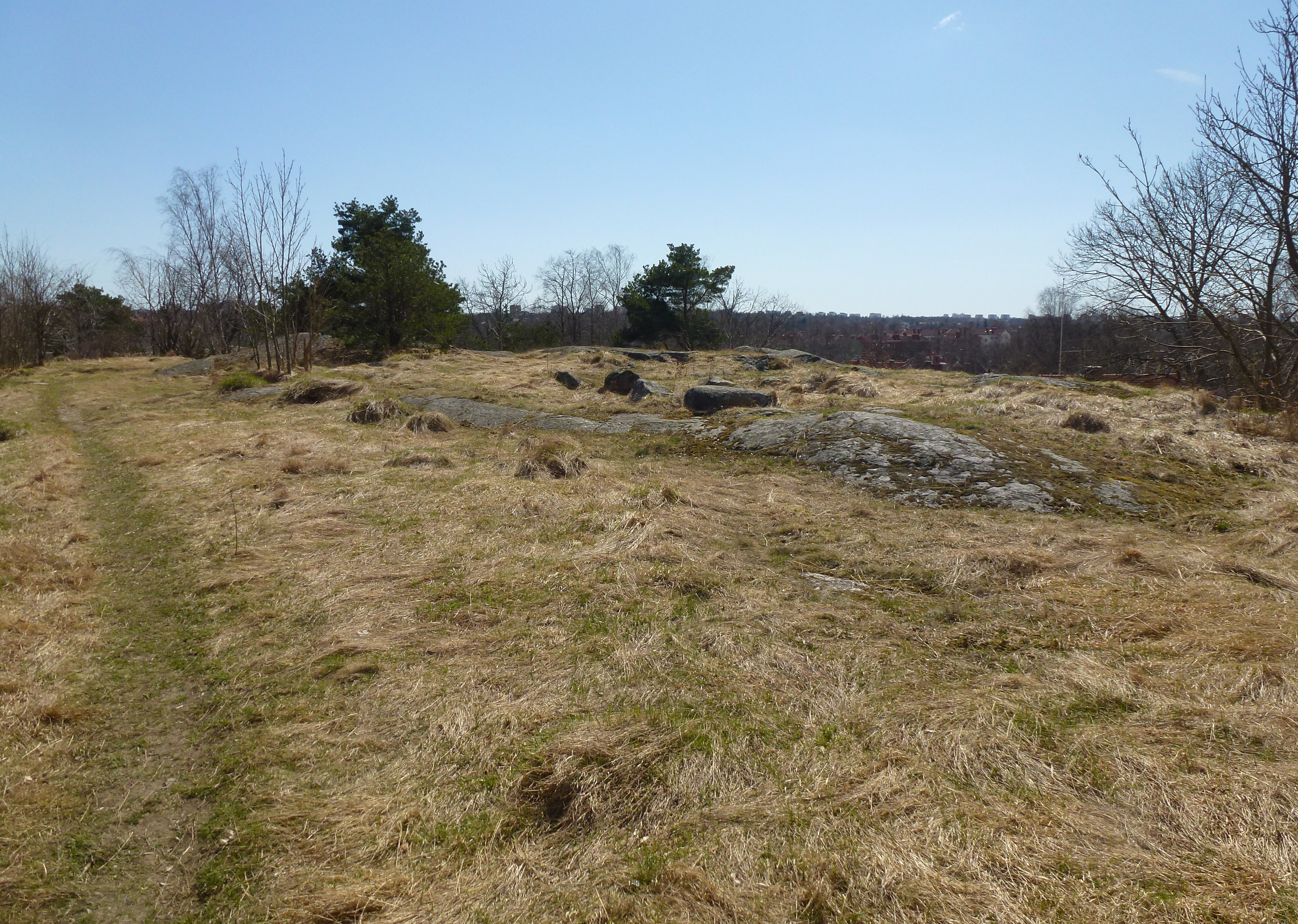
Kvarnbacken i maj 2013.

Örby kvarn var en väderkvarn i nuvarande stadsdelen Örby slott i Söderort inom Stockholms kommun. Den första kvarnen byggdes 1672 och ersattes av en ny kvarn 1885. Från kvarnens tid är mjölnarstugan bevarad, numera ombyggd till villa.

## Historik

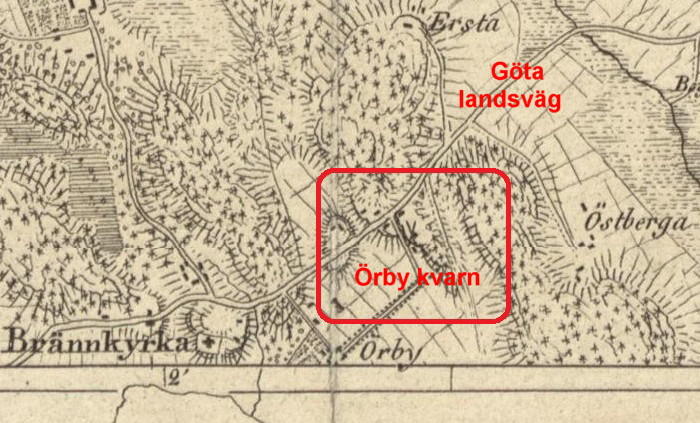
Örby kvarn Östberga 1817.

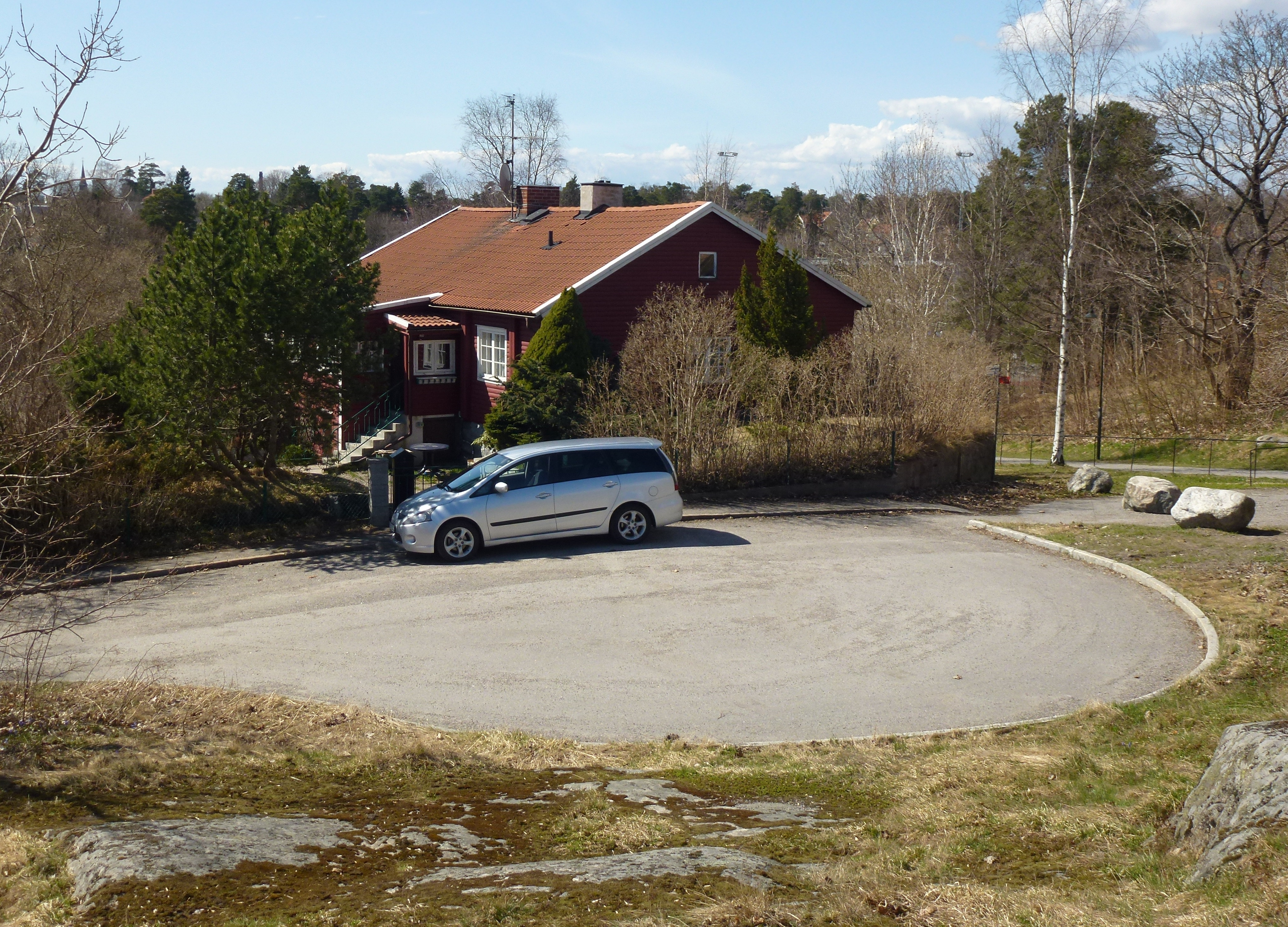
Mjölnarbostaden (nu villa) i maj 2013.

På Kvarnbacken intill Göta landsväg (dagens Götalandsvägen) i Brännkyrka socken uppfördes på 1600-talet två kvarnar, den ena 1672 och den andra 1689. De hörde till Örby slott och från slottsallén (nuvarande Örby allé) gick en väg (nuvarande Julitavägen) rakt upp till landsvägen vid Kvarnbacken och mjölnarstugan. De båda första kvarnarna revs 1852-1860 och en ny kvarn uppfördes 1885.
På en Stockholmskarta från 1913 syns kvarnen från 1885, men ej senare. Mjölnarbostaden, det så kallade kvarntorpet, står fortfarande på sin plats vid nuvarande Julitavägen 2. Huset är om- och tillbyggt och fungerar som privatvilla. Gamla Göta landsväg, som gick förbi här, är numera en gång och cykelväg. Kvarnbacken har bevarad sitt ursprungliga utseende, men efter kvarnen återstår enbart  en närmast rund, övertorvad jordhög av cirka 12 meter i diameter och  0,8 m höjd med stora stenar i ytan.